# Kelly Price
Pour les articles homonymes, voir Price.
Kelly Price (nom complet Kelly Cherelle Price), née le 4 avril 1973 dans le Queens, à New York, est une chanteuse de R&B américaine.

## Biographie
Kelly Price commence à chanter dans une chorale à l'église, alors qu'elle est très jeune. Elle faits ses débuts dans l'industrie musicale en devenant choriste pour le concert de George Michael au Madison Square Garden de New York en janvier 1992. Le mois suivant, alors qu'elle répète pour les Grammy Awards, Mariah Carey l'entend chanter. Le même jour, elle rencontre alors Tommy Mottola qui lui propose de devenir choriste pour Mariah. Kelly Price fait ses débuts aux côtés de Mariah Carey lors du concert MTV Unplugged le 16 mars 1992. Elle restera choriste pour Mariah jusqu'en 1997.
En 2013, Kelly Price participe à l'émission de téléréalité R&B Divas: Los Angeles.
En 2015, Kelly Price annonce divorcer de son mari, Jeffrey Role, après 23 ans de mariage. Le couple a donné naissance à deux enfants, Jeff Rolle Jr., né le 10 août 1992, et Jonia Rolle, née le 28 juin 1994.
En 2020, Kelly Price fréquence brièvement l'ancien joueur de NFL Bryant McKinnie. Plus tard, la même année, le 1 novembre 2020, elle épouse Darryl Crump à Las Vegas.
En septembre 2021, Kelly Price était portée disparue d'après le site américain TMZ. Son avocat a alors pris la parole pour expliquer l'absence de la chanteuse qui souffrait d'un covid long. Kelly a ensuite expliquer que l'infection avait failli lui coûter la vie.

### Récompenses
- 1999, Soul Train Award

## Discographie

### Albums
- 1998 : Soul of a Woman (Polygram Records)
- 2000 : Mirror Mirror (Polygram Records)
- 2001 : One Family: A Christmas Album (Universal)
- 2003 : Priceless (Def Soul/Universal)
- 2006 : This Is Who I Am (Gospocentric)
- 2011 : Kelly
- 2014 : Sing Pray Love, Vol. 1: Sing
- 2021 : Grace

### Singles
- 1998 : Friend of Mine [Remix] (featuring Ronald Isley, aka « Mr. Biggs », et R. Kelly) (US #12 Pop / #1 R&B)
- 1999 : Secret Love (US #99 Pop / #34 R&B)
- 1999 : It's Gonna Rain (Life Soundtrack) (US #51 R&B)
- 2000 : As We Lay (US #64 Pop / #12 R&B)
- 2000 : Love Sets You Free [Remix] (featuring Montell Jordan, Dru Hill, Case, LovHer, Kandice Love, and Teddy Riley) (US #91 Pop / #24 R&B)
- 2000 : You Should've Told Me (US #64 Pop / #16 R&B)
- 2001 : Mirror, Mirror (US #33 Dance)
- 2002 : In Love At Christmas (US #72 R&B)
- 2002 : Take It 2 The Head (featuring Keith Murray) (Promo)
- 2002 : Someday
- 2002 : How Does It Feel (Married Your Girl)
- 2003 : He Proposed (US #58 R&B)
- 2006 : God’s Gift (Jeff Majors featuring Kelly Price) (US #51 R&B)
- 2006 : Healing
- 2010 : Tired
- 2011 : Not My Daddy
- 2014 : It's My Time
- 2016 : Everytime (Grateful)
- 2020 : What I Need (Give Me What I Need)
- 2020 : UnSung
- 2021 : Grace
- 2021 : Dance Party

### Collaborations
- Mariah Carey - Dreamlover - Music Box - Always Be My Baby
- Coco Lee - Can't get over
- Horace Brown - Horace Brown
- Yolanda Adams - Mountain High Valley Low
- The Notorious B.I.G. - Life After Death - Money Mo Problems
- Ma$e - Harlem World
- Faith Evans - Keep the Faith
- Whitney Houston - Heartbreak Hotel
- Angélique Kidjo - Oremi
- Lords of the Underground - Resurrection
- Jay-Z - In My Lifetime, Vol. 1
- Mic Geronimo - Vendetta
- Timbaland - Tim's Bio
- Keith Washington - KW
- Gerald LeVert - G
- Tasha Holiday - Just the Way You Like It
- R. Kelly - R
- The Lox - Money, Power & Respect
- Carl Thomas - Emotional
- 112 - 112
- Puff Daddy - No Way Out
- SWV - Release Some Tension
- LL Cool J - Me and You

## Producteurs
- R. Kelly
- Dada
- Ronald Isley
- Herb Middleton
- Peter Mokran
- Shawn Smith
- Alvin West
- Stevie J.
- Daron Jones
- J-Dub
- Carlos Thornton
- Teddy Riley
- Benny Tillman
- Shep Crawford
- Kevin Liles
- Warryn « Baby Dubb » Campbell
- J. Moss
- Paul D. Allen
- Curt Smith
- Bobby Arrington
- Tina Davis
- Pajam
- Jimmy Jam] et Terry Lewis
- Raphael Saadiq
- Dave Cintron
- Mike City
- James « Big Jim » Wright